# Dunkelschaltung

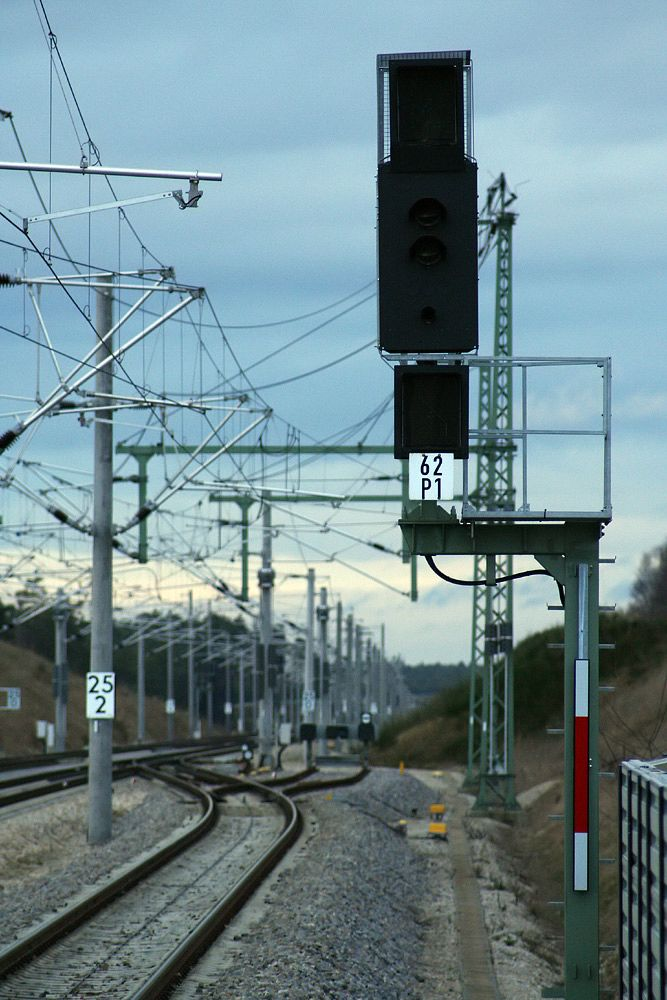
Dunkelgeschaltetes Signal

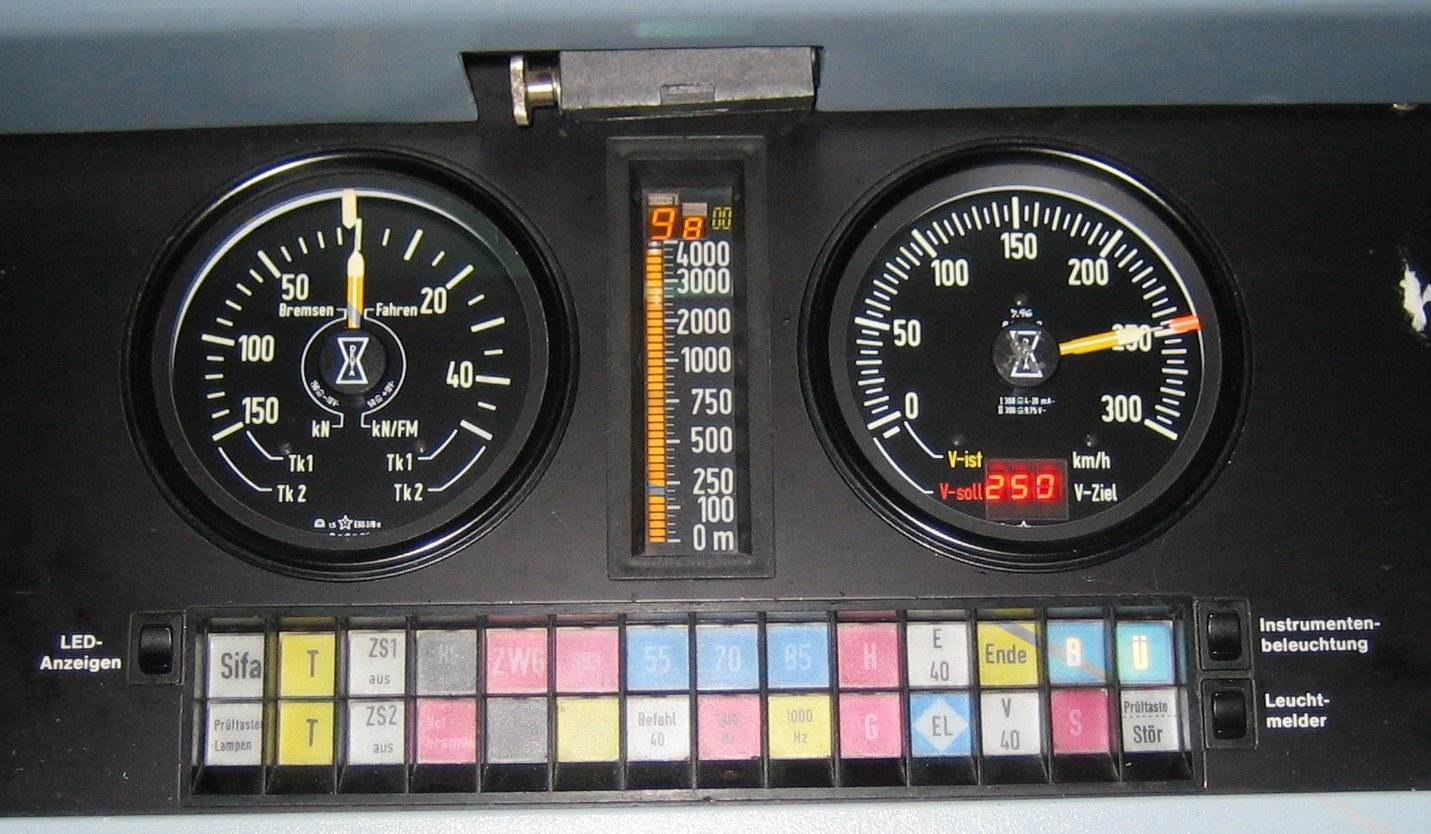
Modulare Führerraumanzeige (MFA) des ICE 2 im LZB-Betrieb. Mit den stets im Blickfeld des Triebfahrzeugführers angezeigten Werten ist die Beobachtung von Lichtsignalen entlang der Strecke in der Regel nicht mehr notwendig.

Dunkelschaltung wird im Bahnbetrieb in Deutschland zur Signalisierung von Zugfolgeabschnitten verwendet, um Widersprüche zwischen ortsfester und Führerraumsignalisierung zu vermeiden. Da ein (über Linienzugbeeinflussung oder ETCS Level 2) anzeigegeführter Zug in der Regel keine Licht-Hauptsignale benötigt, können diese Signale für derartige Züge dunkelgeschaltet werden.
Ein solcher Signalisierungswiderspruch kann insbesondere entstehen, wenn
- ein Zugfolgeabschnitt (Fahrstraße, Ganzblock) bis zum nächsten Licht-Hauptsignal noch belegt oder aus anderen Gründen für signalgeführte Züge noch nicht befahrbar, jedoch bereits ein Teilblock bzw. eine Teilfahrstraße für anzeigegeführte Züge befahren werden darf. Damit dürfte ein anzeigegeführter Zug an einem (mit rotem Licht) „Halt“ gebietenden Lichtsignal vorbeifahren, da die Führerraumanzeige Vorrang vor dem Signal genießt.
- ein Geschwindigkeitsanzeiger an einem Hauptsignal für den gesamten folgenden Abschnitt (bis zum nächsten Hauptsignal bzw. Geschwindigkeitsanzeiger) gilt, ein anzeigegeführter Zug jedoch am Signal noch schneller vorbeifahren darf (z. B. aufgrund erst weit hinter dem Signal liegender Weichen)
- die am Hauptsignal signalisierte Geschwindigkeit durch einen verkürzten Durchrutschweg oder einen verkürzten Signalabstand bedingt ist und für angezeigegeführte Züge nicht relevant ist
- die an einem Ausfahrsignal zugelassene Geschwindigkeit per se bis zum Ende des anschließenden Weichenbereichs eingehalten werden muss, während ein anzeigegeführter Zug bereits beschleunigen darf, wenn die Lage der weiteren Weichenlagen dies zulassen.

Die Dunkelschaltung wird signalspezifisch im Stellwerk projektiert. Während im LZB-Betrieb die Dunkelschaltung zumeist nur erfolgt, wenn es zur Vermeidung von Signalisierungswidersprüchen erforderlich ist, werden im ETCS-Betrieb in der Regel alle Signale unmittelbar dunkelgeschaltet. Eine Ausnahme stellen ETCS-Ein- und -Ausstiegssignale dar. Dunkelgeschaltet werden neben Hauptsignalen auch zugehörige Vorsignale, Vorsignalwiederholer und Zusatzsignale (z. B. Geschwindigkeitsanzeiger). Falls sich am Standort des Vorsignals oder zwischen Vorsignal und Hauptsignal Blockkennzeichen befinden, wird das Vorsignal nur dunkel geschaltet, sofern diese Blockkennzeichen (virtuell) Fahrt zeigen. Ks-Mehrabschnittssignale und deren Vor- und Zusatzsignale, die ein dunkel geschaltetes Hauptsignal vorsignalisieren, werden ebenfalls dunkel geschaltet, sofern sie dunkelschaltbar sind.
Ein dunkelgeschaltetes Signal zeigt, ähnlich wie erloschene Signale, kein positives Signalbild. Während der Triebfahrzeugführer in solch einem Fall mit einem signalgeführten Zug den restriktivsten Signalbegriff annehmen muss, genießt bei einem anzeigegeführten Zug die Führerraumanzeige Vorrang.
Die Dunkelschaltung wird durch einen Dunkelschaltanstoß ausgelöst, welcher durch die LZB-Zentrale oder das Radio Block Centre (für ETCS-Level-2-Betrieb) an das Stellwerk gesendet wird. Dies nimmt etwa eine Sekunde in Anspruch. Die mit der Dunkelschaltung einhergehende zusätzliche Systemlaufzeit führt zu einer verminderten Leistungsfähigkeit der Infrastruktur.
Eine vergleichbare Lösung ist im Projekt High Density ETCS in Italien vorgesehen: Hier erhalten Lichthauptsignale zur Vermeidung eines Signalisierungswiderspruchs einen Zusatzanzeiger, der für anzeigegeführte Züge ein X zeigt.

## Geschichte
Das entsprechende Betriebsverfahren LZB-Führung mit Vorrang der Führerraumsignale vor den Signalen am Fahrweg und dem Fahrplan wurde zur Inbetriebnahme des Abschnitts Fulda–Würzburg der Schnellfahrstrecke Hannover–Würzburg im Mai 1988 eingeführt. Anzeigegeführte Züge brauchten damit Lichtsignale in der Regel nicht mehr zu beachten.
Weitere Verbreitung fand Dunkelschaltung mit der Vollinbetriebnahme der Neubaustrecken Hannover–Würzburg und Mannheim–Stuttgart 1991. Da die auf diesen Strecken verkehrenden Züge in der Regel mit LZB ausgerüstet sind, wurden in der Regel nur noch Zugmeldestellen (Betriebsstellen mit Weichen: Bahnhöfe, Überleit- und Abzweigstellen) mit Lichtsignalen ausgerüstet, dazwischen wurde Blockkennzeichen an Stelle von Blocksignalen aufgebaut.
Zur Leistungssteigerung im Zuge mit CIR-ELKE-Programm wurden ab der 2. Hälfte der 1990er Jahre die Rheintalbahn mit LZB ausgerüstet. In vielen Abschnitten mit bestehenden Licht-Hauptsignalen wurde Dunkelschaltung projektiert, um u. a. in den Ein- und Ausfahrbereichen der Bahnhöfe durch Blockkennzeichen eine dichtere Zugfolge mit LZB zu ermöglichen.

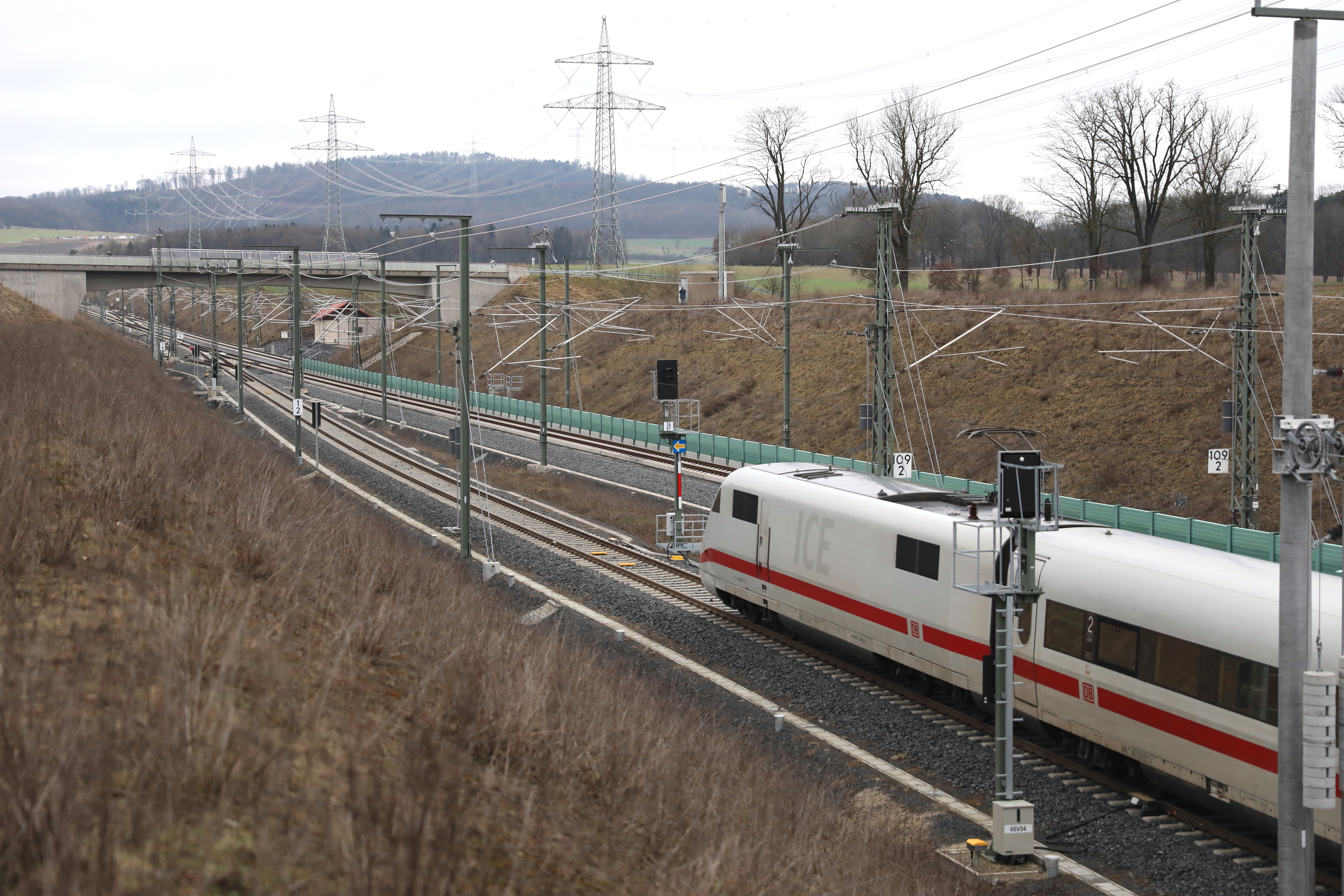
Für einen anzeigegeführten (mit ETCS fahrenden) Zug Richtung Erfurt ist das Zufahrtsicherungssignal auf der Verbindungskurve Dörfles-Esbach Richtung Erfurt dunkelgeschaltet.

Mit der erstmaligen breiteren Nutzung von ETCS Level 2, zur Inbetriebnahme der Neubaustrecke Erfurt–Leipzig/Halle im Jahr 2015, wurde mit den Zufahrtsicherungssignalen eine neue Form dunkelschaltbarer Hauptsignale eingeführt. Diese Signale können nur „Halt“ zeigen oder dunkelgeschaltet werden und verhindern so die Einfahrt von nicht in ETCS geführten Zügen in Bereiche, in denen ETCS als einziges Zugbeeinflussungssystem verwendet wird.